# Reuzenekstertje
Het reuzenekstertje  (Spermestes fringilloides synoniem: Lonchura fringilloides) is, anders dan zijn Nederlandse naam doet vermoeden, een vrij klein vogeltje uit de familie van de prachtvinken (Estrildidae).

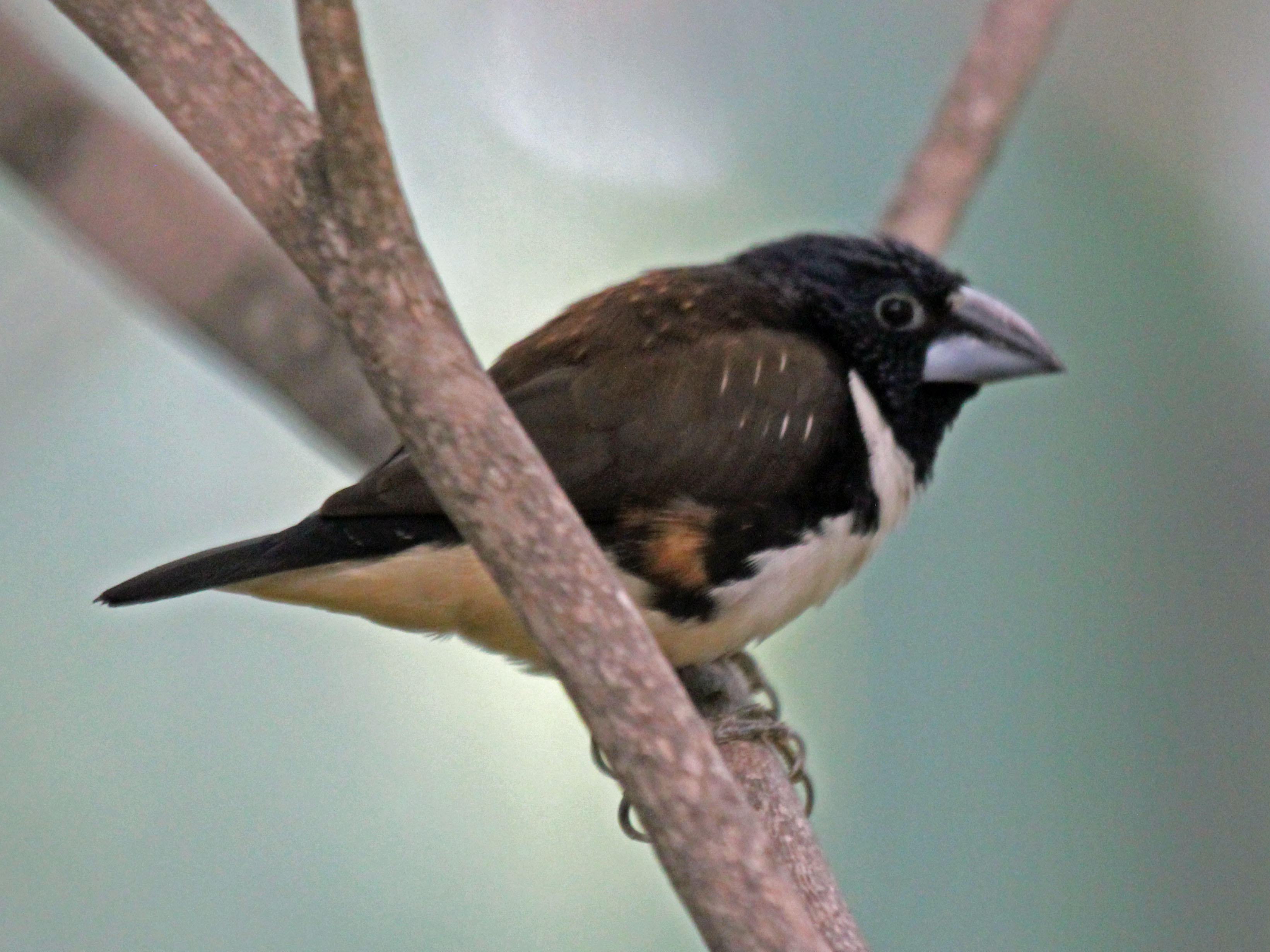
Een Reuzenekstertje in de San Diego Zoo

## Kenmerken
Het kopje, keel, nek en staart zijn zwart. De bovenzijde en vleugels bruin, de borst en de onderzijde wit en de flanken zijn bruin met wit. Zijn totale lengte, van kop tot puntje van de staart, is 12 à 13 centimeter. Het vrouwtje is qua uiterlijk gelijk aan het mannetje, maar soms iets kleiner.

## Verspreiding
Deze soort is oorspronkelijk afkomstig uit Afrika, van Senegal en Kenia tot in het zuiden van Oost-Afrika en Transvaal.

## Verzorging
Deze vogel is moeilijk te verkrijgen en een die bovendien beter niet met andere soorten in één volière gehouden moet worden, ze kunnen behoorlijk vechtlustig zijn, vooral tijdens de broedperiode. De volière moet bovendien goed beplant zijn. Zijn voedsel bestaat hoofdzakelijk uit een zaadmengsel voor bijvoorbeeld  tropische vinken en verder ook gekiemd zaad en trosgierst. Grit, maagkiezel en vers drinkwater mogen uiteraard nooit ontbreken. Ze badderen op zijn tijd ook graag, dus een lage schaal met schoon water, op een verhoging geplaatst in de volière, zullen ze dankbaar gebruik van maken.